# 觀音山 (大嶼山)
觀音山（英語：Kwun Yam Shan，又名膝頭哥山）是大嶼山西南部其中一個山峰，高度為海拔434米，觀音寺及羗山分別位於其西方及西南方。鳳凰徑第五段途經此山，並只在旁邊數十米下掠過，但有小路通往山頂。

## 別名
觀音山又名膝頭哥山，因為遠看就像人的膝部（即廣東話的「膝頭哥」）

## 鄰近的山峰
- 羗山
- 木魚山
- 獅子頭山
- 彌勒山
- 靈會山